# Takaaki Kadžita
Takaaki Kadžita (japonsko 梶田 隆章, Kajita Takaaki), japonski fizik, * 9. marec 1959, Higašimacujama, Saitama, Japonska.
Kadžita je najbolj znan po preskusih v zvezi z nevtrini v Observatoriju Kamioka (Kamiokande) in Super-Kamiokande. Leta 2015 je skupaj s kanadskim astrofizikom Arthurjem Bruceom McDonaldom prejel Nobelovo nagrado za fiziko za raziskave nevtrinov in njihovih oscilacij in posledičnega dokaza njihove mase.

## Življenje in delo
Njegova žena Mičiko živi v Tojami.
Kadžita je študiral na Univerzi v Saitami in diplomiral leta 1981. Doktoriral je leta 1986 na Univerzi v Tokiu. Od leta 1988 je zaposlen na Inštitutu za raziskave kozmičnih žarkov (ICRR), Univerze v Tokiu, kjer je leta 1992 postal izredni, leta 1999 pa redni profesor.
V letu 1999 je postal predstojnik ICRR. Zaposlen je na Inštitutu za fiziko in matematiko Vesolja (IPMU) v Kašivi pri Tokiu, ki sta ga leta 2007 ustanovila Hitoši Murajama in Univerza v Tokiu, in predstojnik ICRR.
Leta 1998 je Kadžitova skupina v nevtrinskem observatoriju Super-Kamiokande odkrila, da kadar kozmični žarki zadenejo Zemljino ozračje, nastali nevtrini spremenijo okus preden zadanejo detektor pod goro Kamioka. To odkritje je pomagalo dokazati obstoj nevtrinskih oscilacij in, da imajo zaradi tega maso. Nevtrinski observatorij Sudbury v Kanadi je pod McDonaldovim vodstvom odkril podobne rezultate, in leta 2015 sta Kadžita in McDonald prejela Nobelovo nagrado. Njuno delo je razrešilo dolgo znani problem Sončevih nevtrinov, ki je bil veliko nesoglasje med predvidenimi in izmerjenimi nevtrinskimi tokovi s Sonca in je nakazovalo, da je standardni model, ki zahteva nevtrine brez mase, pomanjkljiv. V novinarski konferenci na Univerzi v Tokiu kmalu po najavi Nobelove nagrade, je Kadžita dejal: »Seveda bi se rad zahvalil nevtrinom. In ker nevtrini nastanejo iz kozmičnih žarkov, bi se rad zahvalil tudi njim.«
Kadžita je po prejetju Nobelove nagrade najprej poklical svojega mentorja in raziskovalca Košibo, prejemnika Nobelove nagrade za fiziko leta 2002.

## Priznanja

### Nagrade
- 1989, nagrada Bruna Rossija skupaj z raziskovalci preskusa Kamiokande.
- 2002, nagrada Panofskyja
- 1987, nagrada Asahi kot del preskusa Kamiokande in 1999 za Super-Kamiokande.
- 1999, Nishinova nagrada
- 2013, nagrada Juliusa Wessa
- 2015, Nobelova nagrada za fiziko skupaj z Arthurjem Bruceom McDonaldom za odkritje nevtrinskih oscilacij okusa in posledičnega dokaza njihove mase.[9]